# Palazzo Municipale (Ercolano)
Der Palazzo Municipale ist ein Palast aus dem 17. Jahrhundert in Ercolano in der italienischen Region Kampanien. Er liegt im Gebiet der Miglio d’oro am Corso Resina, 39, zwischen der Reggia di Portici und den Ausgrabungen des antiken Herculaneum.

## Geschichte
Das Gebäude, das Mitte des 17. Jahrhunderts bereits existierte, ist auf der Karte des Duca di Noja verzeichnet und hatte ursprünglich zwei Stockwerke.
Die Familie Passaro, die Eigentümer des Palastes, schenkten ihn 1845 der Gemeinde Ercolano, die 1887 den Sitz ihrer Verwaltung dorthin verlegte. Die Umbau- und Anpassungsarbeiten an dem Gebäude, das als Gemeindehaus dienen sollte, darunter die Realisierung des Ratssaals, wurden von Architekten Emilio Mayer geleitet. Der vorher existierende Garten wurde, wie von den Passaros verfügt, dem Gemeindehaus zugeordnet, das 1887 eingeweiht wurde, und 2023 nach Marcus Nonius Balbus, einem altrömischen Patron und Prokonsul, benannt. Das zweite Obergeschoss des Palazzo Municipale wurde im 20. Jahrhundert aufgesetzt.

## Beschreibung
Der weitläufige Eingangsbereich, mit Tonnengewölbekassettendecke führt zur großen Treppe, die den Zugang zum ersten Obergeschoss vermittelt, in dem ein klassizistischer Raum liegt, der mit dorischen Säulen und floralen Motiven geschmückt ist. Auf der rechten Seite geht der Blick über einen lichtdurchfluteten Balkon auf den Park hinter dem Haus. Zur Front des Palastes hin liegt der elegante Ratssaal, der mit Halbreliefen und Farben verziert ist, die an den pompeianischen Stil und das Blau des antiken Herculanum erinnern.